# Winorawa
Winorawa (biał. Вінорава; ros. Винорово, Winorowo) – wieś na Białorusi, w obwodzie mińskim, w rejonie berezyńskim, w sielsowiecie Bahuszewiczy. W 2009 roku liczyła 25 mieszkańców.